# Boule de Berlin
Pour les articles homonymes, voir Berliner.
 (avril 2019).
Une boule de Berlin (Berliner Pfannkuchen ou simplement Berliner en allemand, Krapfen en allemand autrichien, Berlinerbol ou Berlijnse bol en néerlandais) est un beignet d'origine austro-allemande fait à partir de pâte levée frite dans de la graisse ou de l'huile, fourrée avant la cuisson à la marmelade, à la confiture ou à la crème pâtissière (costarde), et recouverte de sucre, généralement glacé ou impalpable après la cuisson. Plus rares sont les boules de Berlin fourrées au chocolat, au champagne, au moka ou à l'advocaat, voire sans accompagnements. Ceux-ci sont injectés à la seringue après cuisson.
On consommait traditionnellement les Berliner à l'occasion du réveillon de la Saint-Sylvestre et du carnaval. Cependant la vente des Berliner, dans les pâtisseries allemandes, et leur consommation ont désormais lieu à toute époque de l'année.
En Belgique, où elles sont très populaires, les boules de Berlin sont parfois aussi appelées « boules de l'Yser ». Cette appellation, dont l'usage est en déclin, a été créée après la Première Guerre mondiale, dans l'intention de remplacer la référence à la ville de Berlin, alors jugée indésirable, par une référence au front de l'Yser, qui joua un rôle important lors de cette guerre,.